# Deuxième circonscription de la préfecture de Toyama
La deuxième circonscription de la préfecture de Toyama (富山県第2区, Toyama-ken dai-ni-ku) est l'une des trois circonscriptions législatives que compte la préfecture de Toyama au Japon.

## Description géographique
Entre 1994 et 2013, la deuxième circonscription de la préfecture de Toyama regroupait les villes d'Uozu, Namerikawa et Kurobe et les districts de Kaminiikawa (ja), Nakaniikawa, Shimoniikawa et Nei (ja).
Depuis 2013, elle comprend les villes d'Uozu, Namerikawa et Kurobe, une partie de la ville de Toyama et les districts de Nakaniikawa et Shimoniikawa,.

## Députés
| Législature | Début de mandat | Fin de mandat | Député élu               | Parti politique | Parti politique |
| ----------- | --------------- | ------------- | ------------------------ | --------------- | --------------- |
| 41e         | 1996            | 1998          | Hiroshi Sumi (ja)        |                 | PLD             |
| 41e         | 1998            | 2000          | Mitsuhiro Miyakoshi (ja) |                 | PLD             |
| 42e         | 2000            | 2003          | Mitsuhiro Miyakoshi (ja) |                 | PLD             |
| 43e         | 2003            | 2005          | Mitsuhiro Miyakoshi (ja) |                 | PLD             |
| 44e         | 2005            | 2009          | Mitsuhiro Miyakoshi (ja) |                 | PLD             |
| 45e         | 2009            | 2012          | Mitsuhiro Miyakoshi (ja) |                 | PLD             |
| 46e         | 2012            | 2014          | Mitsuhiro Miyakoshi (ja) |                 | PLD             |
| 47e         | 2014            | 2017          | Mitsuhiro Miyakoshi (ja) |                 | PLD             |
| 48e         | 2017            | 2021          | Mitsuhiro Miyakoshi (ja) |                 | PLD             |
| 49e         | 2021            | 2024          | Eishun Ueda (ja)         |                 | PLD             |
| 50e         | 2024            | -             | Eishun Ueda (ja)         |                 | PLD             |